# Cosa de locos
 Cosa de locos  es una película de Argentina filmada en Eastmancolor dirigida por Enrique Dawi sobre el guion de José Dominiani que se estrenó el 16 de julio de 1981 y que tuvo como actores principales a Palito Ortega, Carlos Balá, Luis Tasca y María Rosa Loiácono.

## Sinopsis
Sin quererlo, un torpe representante de un actor famoso queda envuelto con una banda de mafiosos que quieren imponerle a una bailarina para una película.

## Reparto
Participaron en el filme los siguientes intérpretes:
- Palito Ortega
- Carlos Balá
- Luis Tasca
- María Rosa Loiácono
- Vicente La Russa
- Alberto Irízar
- Esther Ferrando
- Juan Carlos de Seta
- Silvia Pérez
- Miguel Bosé
- Juan Alberto Mateyko
- Enzo Bai
- Lalo Fransen
- Rosalba Villar
- Miriam Cóppola
- Trío San Javier
- María Celeste
- Juan Marcelo
- Cuarteto Imperial
- Gustavo Garzón
- Antonio Ugo

## Comentarios
M.A. en Esquiú escribió:

«Nos llama la atención lo discreto y poco ocurrente que resulta este filme dirigido sanamente a la familia, pero que requiere de otros condimentos para satisfacer la expectativa de quien debe oblar…pesos por la entrada.»

Rafael Granado en Clarín dijo:

«Cine de corte netamente familiar…directo, de repercusión popular.»

Manrupe y Portela escriben:

«Intrascendente  película de vacaciones de invierno en la que se adivinan algunas caras de la televisión de los ’90.»